# Sítio de Kostenki
O sítio arqueológico de Kostenki, também conhecido como complexo arqueológico Kotenski, é um conjunto de sitios arqueológicos majoritariamente do Paleolítico Superior. Situado na margem ocidental (direita) do rio Don, no distrito de Khokholsky, no vilarejo de Voronej, Rússia, cerca de 25 km ao sul da cidade de Voronezh. O complexo é composto por 21 sítios arqueológicos numerados de Kostenki 1 a 21.

Mapa dos sítios arqueológicos encontrados em Kostenki

Kostenki é notável pela alta concentração de culturas líticas humanas e pela descoberta de fósseis humanos anatomicamente modernos, datados do Paleolítico Médio e Superior, aproximadamente 41.000 anos antes do presente(AP). Muitos dos artefatos encontrados estão expostos no Museu Arqueológico do Estado-Reserva Kostyonki, construído sobre o círculo de ossos de mamute de Kostenki 11, principal encontro do sitio em 1703.
A história do sítio se divide em três momentos principais. O primeiro, em 1703, com a notificação do encontro de ossos de mamute por Cornelis de Bruijn, artista e naturalista holandês, em seus escritos. Um segundo momento, ocorreu em 1879, marca a descoberta dos primeiros vestígios arqueológicos na camada mais recente, conhecida como camada I, com início de fato do processo de escavação. O terceiro momento significativo ocorreu a partir de 1930, quando escavações em busca de artefatos do Paleolítico Médio intensificaram-se, especialmente durante o período da União Soviética.

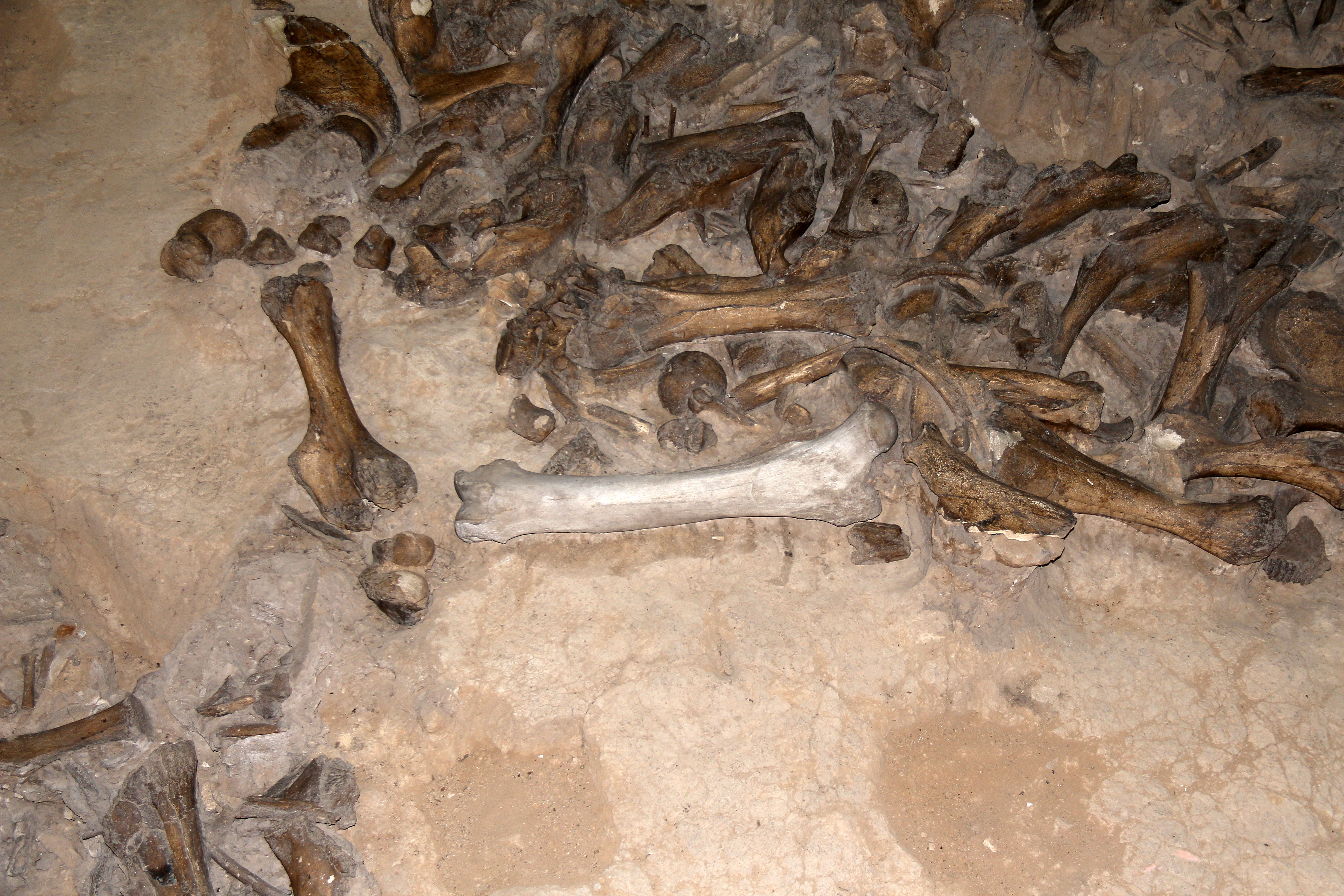
Ossos de mamute encontrados em Kostenki

Os achados do complexo arqueológico de Kostenki se destacam pela sua diversidade e abrangência, refletindo a presença de várias culturas líticas predominantes na Europa da época. Este local abriga evidências de várias culturas paleolíticas importantes:
- Pré-Aurinhacense (46–36 mil anos AP)
- Paleolítico superior
  - Aurinhacense (40–20 mil anos AP)
  - Gravetiense (32–22 mil anos AP)
  - Magdaleniense (17-12 mil anos AP)
  - Outras culturas localizadas

Essa variedade de culturas líticas encontrada em Kostenki demonstra a rica e complexa ocupação humana ao longo de milhares de anos. Os principais sitios e culturas associadas foram encontradas nos seguintes sitios:
1. Sítio Kostenki 1 - Camada I

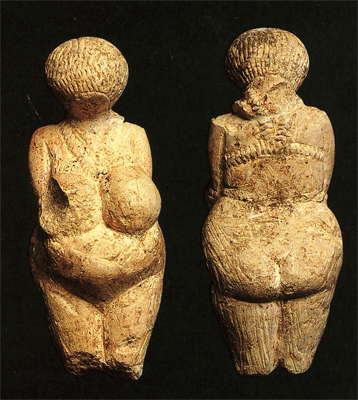
Kostenki I Venus

A principal cultura lítica associada a este sítio é a Gravetiense. Foram encontrados diversos artefatos, incluindo lâminas retocadas, entalhadores e raspadores. Além disso, o sítio contém ossos de mamutes, pontas, facas e estatuetas de Vênus, datados de aproximadamente 25 mil anos atrás. Há também evidências de tecnologia de cerâmica queimada, semelhante aos artefatos encontrados em Kostenki 8.
2. Sítio Kostenki 1 - Camada III
A principal cultura lítica associada a este sítio é a Aurinhacense. Foram encontrados artefatos como largas lâminas retocadas, laminitas e raspadores carinados. Estes artefatos, datados de 33–28 mil anos atrás, são comuns à cultura Aurinhacense e similares aos encontrados em Kostenki 12 e 14.
3. Kostenki 12 - Camada I, III
Associado à cultura Strelets, este sítio contém pontas bifaciais triangulares, raspadores e entalhadores, semelhantes aos encontrados em Kostenki 11. Esses artefatos estão relacionados à caça de grandes mamíferos .
4. Kostenki 14 - Camada IV
Este sítio é atribuído à cultura Aurinhacense e apresenta lâminas retocadas, laminitas, bifaces e burins. Artefatos ósseos, conchas perfuradas e peças de marfim também foram encontrados . Além disso, há evidências de eventos naturais, como uma camada de cinza vulcânica associada à erupção do Campanian Ignimbrite e a ocorrência da excursão paleomagnética de Laschamp, datada entre 26,5 e 34 mil anos atrás .
5. Kostenki 15 - Camada II
Este sítio é associado à cultura Gorodstov e contém lâminas e raspadores laterais, além de artefatos ósseos, como pás feitas de ossos. Os artefatos são datados de 27 mil anos atrás e estão relacionados à caça de cavalos. Eles são similares aos encontrados na camada II de Kostenki 14.
6. Kostenki 17 - Camada II

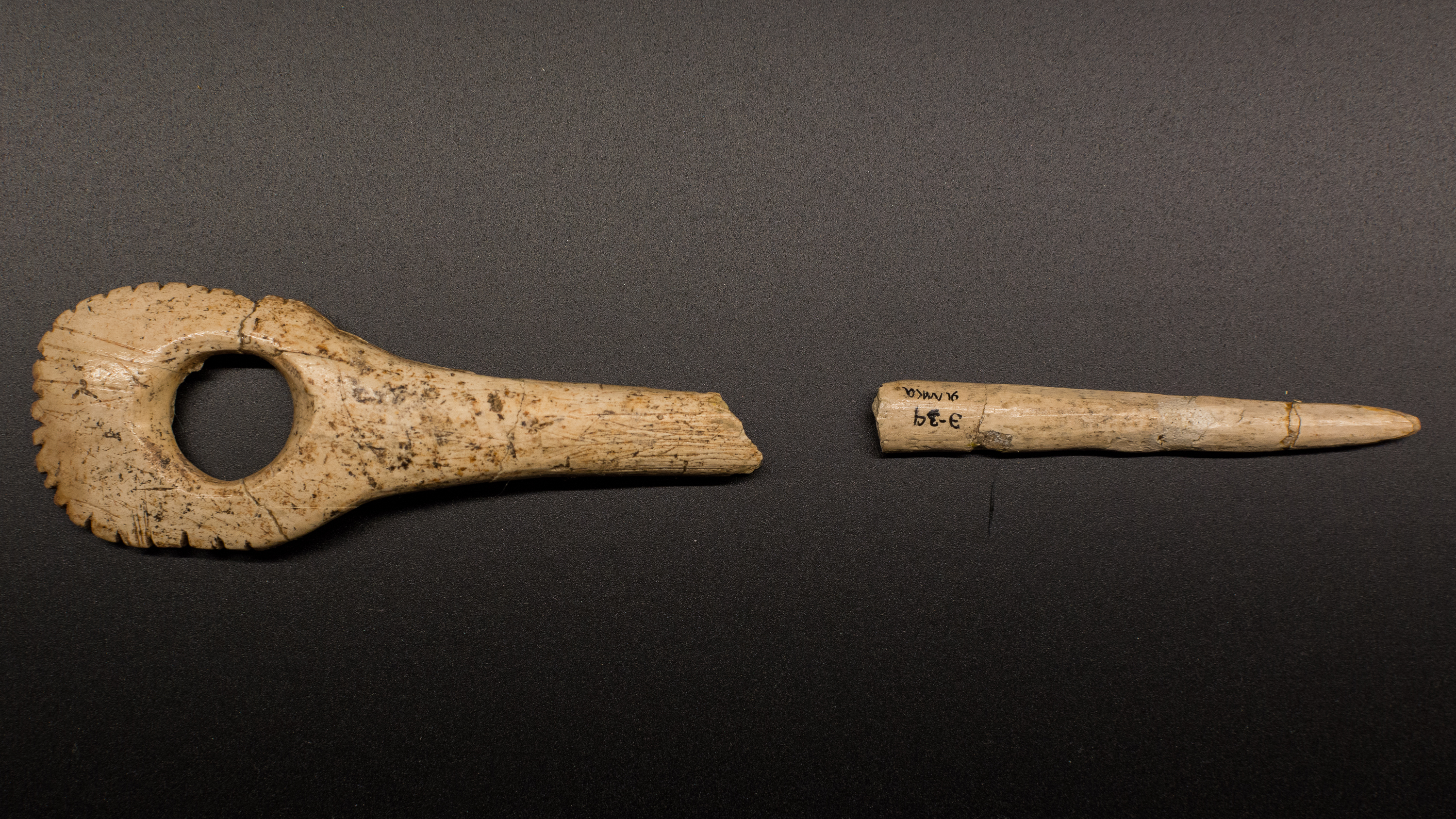
Cultura Kostenki

Pertencente à indústria Pré-Aurinhacense (ou Spitsyn), este sítio apresenta lâminas Dufour, burins e raspadores associados a pontas de osso , datados entre 36 e 41 mil anos atrás, sendo os mais antigos até agora. Esses artefatos são similares aos encontrados em Kostenki 12 (II) .
Fósseis Humanos

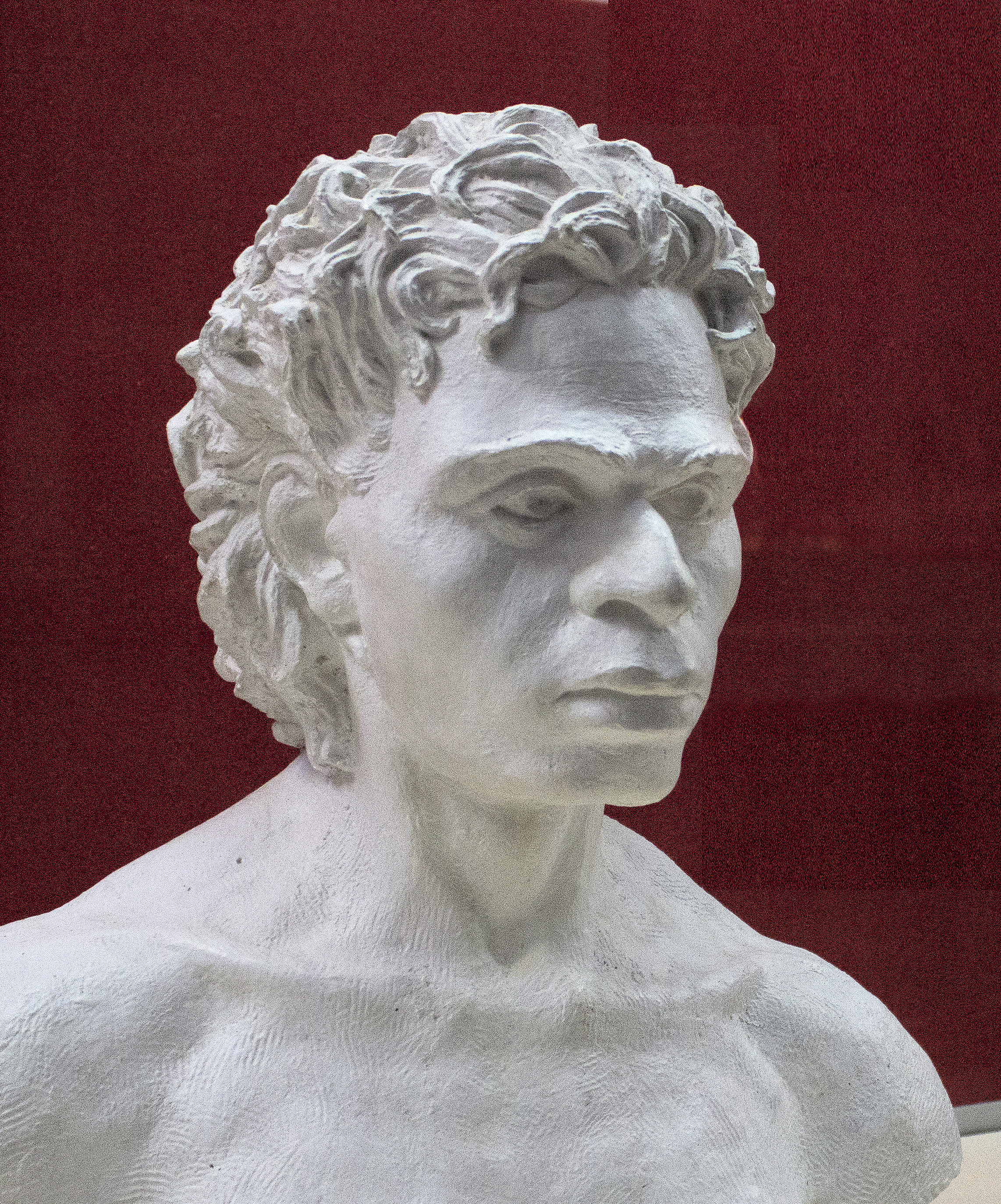
Reconstrução escultural do Homo Sapiens de Kostenki 14

Nos sítios de Kostenki, foram descobertos vários fósseis humanos significativos, todos atribuídos à espécie Homo sapiens:
- Kostenki 17 (camada II): Foi encontrado um terceiro molar humano [15]

- Kostenki 14 (camada IV): Encontrada uma coroa de dente decíduo (dente de leite) [16]

Além disso, dois esqueletos foram descobertos em enterramentos, em fossas funerárias:
- Kostenki 15: Esqueleto parcial infantil.

- Kostenki 14 (camada III): Esqueleto completo de um adulto, datado de 36 mil anos AP [17].

Vênus em Kostenki

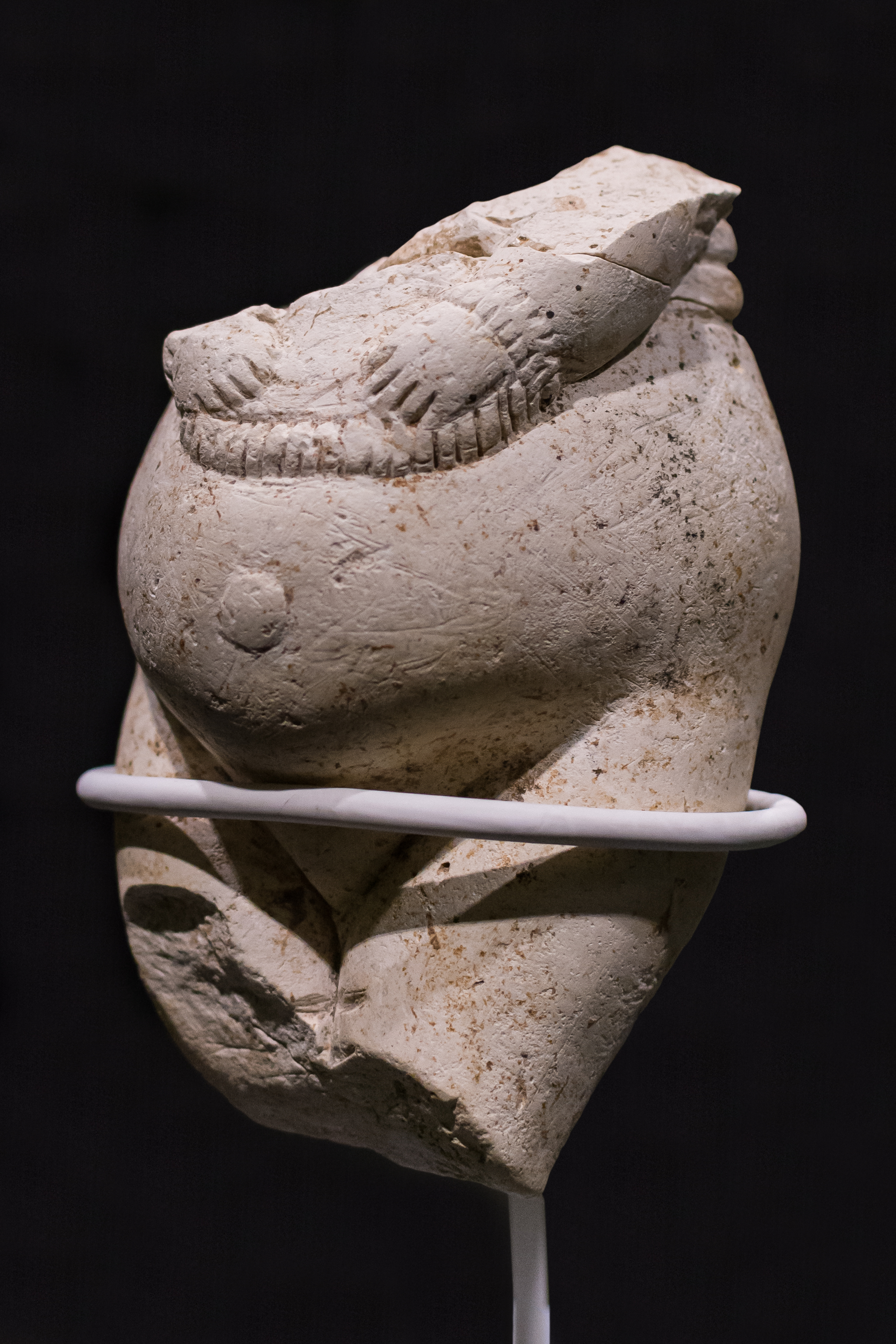
Venus de Kostenki

Além dos fósseis humanos e das diversas culturas líticas observadas no complexo de sítios de Kostenki, outro achado de grande importância são as estatuetas de Vênus encontradas no local. Em Kostenki I, foram descobertas figuras femininas variadas em tamanho e forma, destacando seios, abdômen e quadril. Essas estatuetas, feitas de uma variedade de materiais, podem representar mulheres em diferentes estágios fisiológicos, como gravidez ou juventude. Seu tamanho aproximado é de 137 mm, da cultura Gravettiense, cerca de 25.000 anos antes do presente. 
Essas figuras podem ser interpretações realistas ou idealizadas de mulheres e simbolismos, como fertilidade, religiosidade ou ancestralidade .

###### Enterramento em Kostenki 14

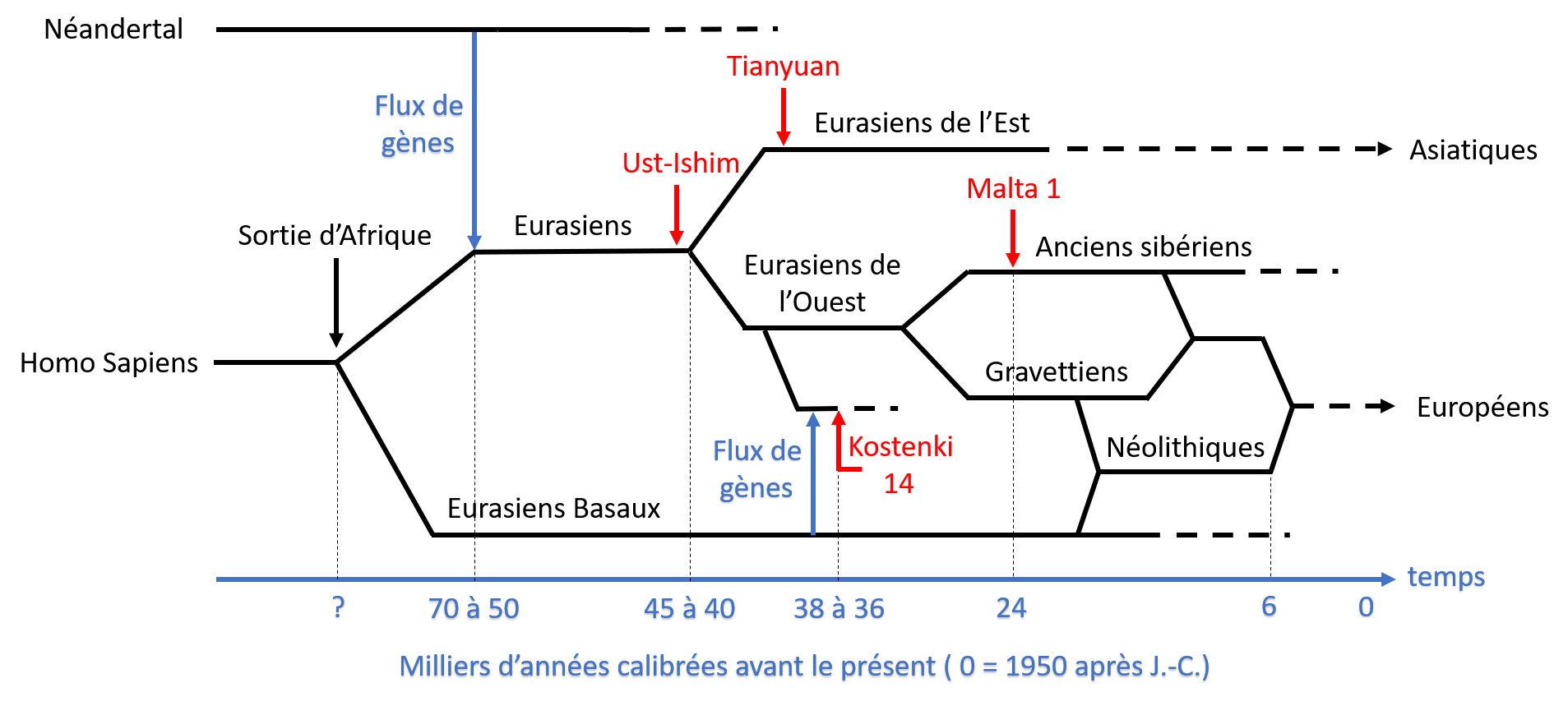
Dinâmica evolutiva dos povos de kostenki baseado em analises genômicas

Um dos enterramentos humanos conservados mais antigos da Europa. Há presença de fossa funerária e esqueleto em posição fetal , indicando enterramento ritual  , sendo um achado muito importante no sítio. Além disso, foi realizada análise genética do enterramento em Kostenki 14 . Assim, trazendo importantes informações para o estudo da espécie. Humanos modernos saídos da África divergiram há 40.000 anos em 3 populações e há presença de DNA neandertal em maior porcentagem, indicando interbreeding há 54.000 anos .
Ambiente e Clima de Kostenki
Evidências sedimentares e análises de pólen em Kostenki revelaram que a região passou por várias mudanças climáticas ao longo do tempo. Durante o Paleolítico Superior, os habitantes de Kostenki vivenciaram períodos de variações climáticas significativas que afetaram suas condições de vida. Essas mudanças incluíam:
Períodos Mais Quentes e Úmidos:  Durante os períodos interglaciais, a região era caracterizada por um clima mais ameno e úmido, que favorecia a presença de vegetação rica e diversos animais. Este ambiente teria oferecido melhores condições para a caça e a coleta de alimentos.
Períodos Frios e Secos: Durante as glaciações, o clima tornou-se extremamente frio e seco, com cobertura de gelo em grande parte da Europa. Isso teria forçado os habitantes a adaptar suas estratégias de sobrevivência, possivelmente levando ao desenvolvimento de novas tecnologias e modos de vida para lidar com o ambiente adverso.

###### Importância
A importância do sítio arqueológico de Kostenki reside na sua vasta extensão temporal que abrange desde o período Pré-Aurinhacense até o Gravetiense. Estudos revelam ocupações humanas recorrentes ao longo desses períodos, oferecendo insights valiosos sobre a evolução cultural e tecnológica dos primeiros habitantes da região. Além disso, o local é notável pela abundante evidência de atividades como caça e preparação de mamíferos de grande porte, como indicado pelas marcas de corte encontradas nos ossos em sítios como Kostenki 12, 14 e 15. Essas descobertas não apenas enriquecem nosso entendimento sobre a subsistência e organização social dos povos pré-históricos, mas também contribuem significativamente para a reconstrução da história.  
Atualidades
Recentemente, novas descobertas no sítio paleolítico de Kostenki têm revelado artefatos e vestígios que lançam luz sobre a vida dos primeiros humanos na região. Arqueólogos encontraram ferramentas sofisticadas de pedra e ossos, além de arte rupestre que proporciona insights sobre as práticas culturais e habilidades tecnológicas dos habitantes pré-históricos. Essas descobertas continuam a expandir nosso entendimento sobre a evolução humana no Paleolítico Superior na Europa Oriental.

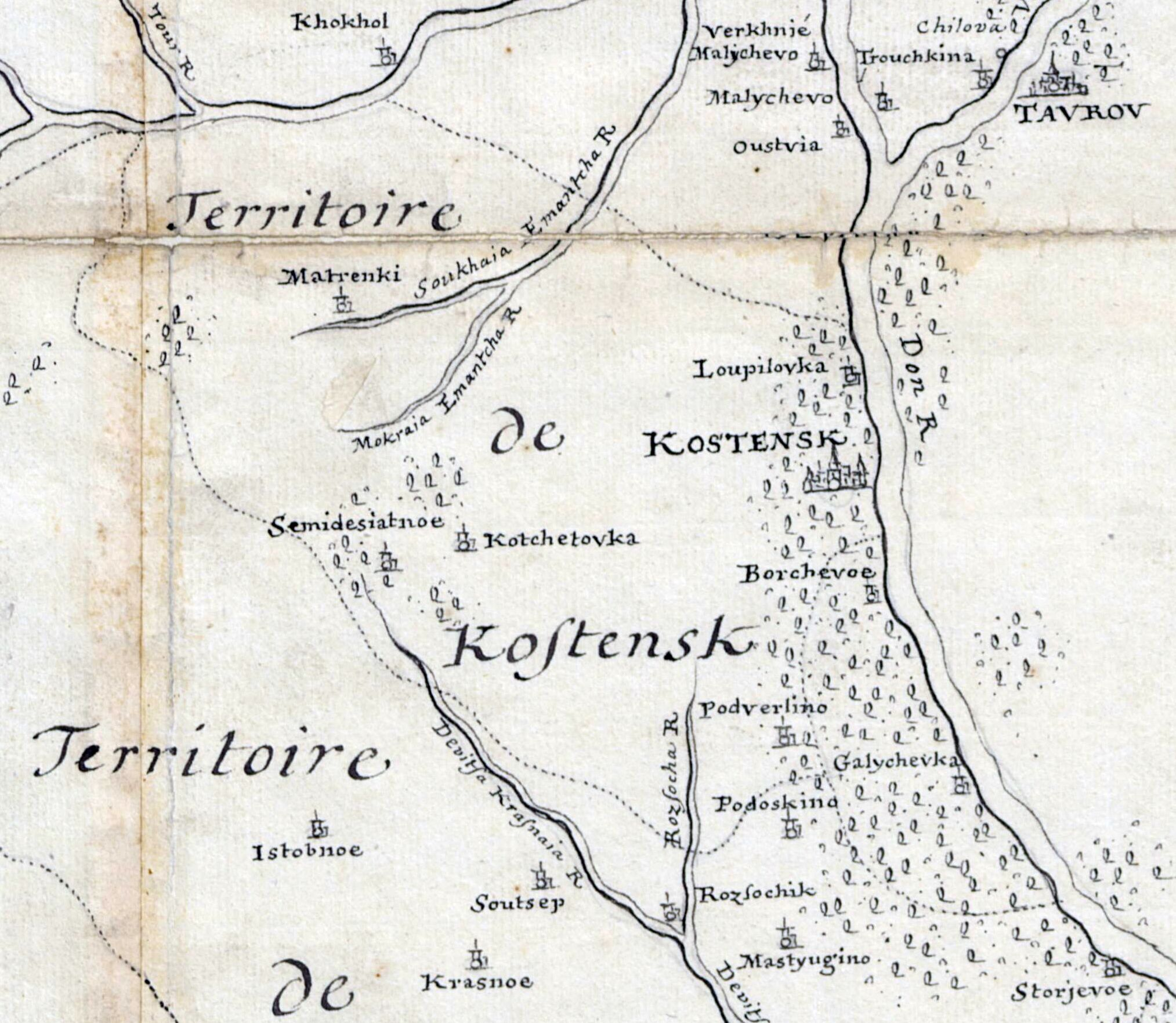
Região de Kostenki

###### Pontos principais
- Grande variedade de indústrias e artefatos;
- Ocupações recorrentes de Homo sapiens, com enterramentos e evidências de modo de vida;
- Ocupações anteriores à 40ka;
- Presença de artefatos simbólicos e ornamentais;
- Descobertas associadas ao DNA.